# Buurt Bestuurt
Buurt Bestuurt is een initiatief van de Rotterdamse wijkagent Hans Hoekman en wijkteamchef Fons Bijl. Volgens deze mannen, beiden werkzaam bij de politie, was de afstand tussen politie en de burger te groot geworden om goed op de problemen van de burgers in te kunnen spelen. Zij kwamen in 2009 met het idee om met een aantal bewoners een comité te vormen en startten Buurt Bestuurt in de Rotterdamse Pupillenbuurt als pilot (Hoekman 2011).
Gemiddeld bestaat een Buurt Bestuurt-comité uit tien tot vijftien bewoners, in sommige buurten is het aantal deelnemers twee keer zo groot. Naast bewoners zitten in het comité ook professionals die betrokken zijn bij de buurt, onder wie de wijkagent, Stadstoezicht en de gebiedsnetwerker van de gemeente. In de comités benoemen de bewoners drie problemen die moeten worden aangepakt in de buurt. Politie en gemeente gaan hiermee aan de slag en proberen bij de aanpak van die problemen de bewoners actief te betrekken. Vervolgens worden de resultaten van de ondernomen acties en activiteiten teruggekoppeld aan het Buurt Bestuur comité. Hierna begint het proces weer opnieuw om op die manier te blijven werken aan een veilige en leefbare buurt. De manier van werken in Buurt Bestuurt kan rekenen op veel enthousiasme op de Coolsingel. Zo kondigde burgemeester Aboutaleb in zijn nieuwjaarsboodschap van 2011 aan dat Buurt Bestuurt in heel Rotterdam wordt ingevoerd. In het nieuwe Rotterdamse veiligheidsprogramma voor 2014-2018 (#Veilig010) is Buurt Bestuurt ook tot een van de speerpunten van beleid gemaakt. Op dit moment zijn er in Rotterdam in 65 buurten Buurt Bestuurt-comités actief.